# Homefront
Homefront — компьютерная игра в жанре FPS, разработанная студией Kaos Studios и изданная компанией THQ. Сюжет игры, написанный Джоном Милиусом, повествует о том, как в ближайшем будущем объединившаяся Корея захватывает Соединённые Штаты Америки. Игра вышла на Microsoft Windows, PlayStation 3 и Xbox 360 15 марта 2011 года в Северной Америке, 17 марта 2011 года в Австралии, 18 марта 2011 года в Европе и 14 апреля 2011 года в Японии.
В 2016 году вышло продолжение Homefront: The Revolution.

## Сюжет
В начале 2012 года Ким Чен Ир умирает, а через год к власти приходит его сын Ким Чен Ын.
К 2025 году экономика США будет окончательно уничтожена второй волной кризиса, а набравшая политической и военной мощи Великая Корейская Республика (образовавшаяся в результате объединения бывших КНДР, Республики Корея и ряда восточноазиатских государств) взорвёт над ослабленными Штатами ядерный боезаряд и оккупирует запад страны. Народ Америки, лишившийся регулярной армии, но не сломленный, продолжит сражаться с захватчиками, ведя против них бескомпромиссную партизанскую войну. Их главная задача — поднять восстание в Сан-Франциско, который стал базой оккупационных сил.
Действие игры начинается в городе Монтроз, штат Колорадо, в 2027 году. Сюжет стартует с того, что Роберт Джейкобс, бывший военный лётчик, просыпается от стука в дверь его квартиры. Внезапно гости вышибают дверь, и за ней оказываются двое военных полицейских ВКР и генерал, которые оглушают Джейкобса и выволакивают его из квартиры. Герой очнулся уже на улице, где корейцы посадили его в школьный автобус с другим бывшим пилотом и повезли их, как они сами сказали, «на переподготовку». Пока автобус проезжает через город, герой видит, как корейские солдаты безжалостно избивают и расстреливают гражданских лиц. Немного проехав, автобус сбивает грузовик с членами Сопротивления: Рианной и Коннором. Они спасают Джейкобса из плена, но ставят на уши военную полицию и военные силы Корейской народной армии в городе. Когда герои добираются до жилых районов, где они должны были перегруппироваться с другими членами Сопротивления, на них нападает крупный отряд войск КНА. Спасение приходит когда Хоппер, техник-партизан Сопротивления, вызывает Голиафа — перепрограммированного робота корейских войск, и передаёт аппарат для наводки Роберту. Последний успешно отбивает нападение.
Через некоторое время после этого Роберт попадает в Оазис — местный штаб Сопротивления, где Бун, лидер Сопротивления, объясняет герою, для чего именно того вызволили. Оказывается, не все американские военные силы были повержены — остатки армии собираются возле моста «Золотые Ворота», захват которого тактически важен для Америки. Однако военных слишком мало, и Бун предлагает захватить выезжающие из города цистерны с горючим, а потом переправить их к американским войскам в качестве поддержки. План таков: Группа Буна находит указательные маячки, получает захваченный Сопротивлением миномёт и отправляется в супермаркет — место, от которого должны были выехать цистерны, и прикрепить к ним радио-маячки. По пути Буна задевает пулей, поэтому он и Рианна остаются на базе. Остальной части группы, включая Роберта, удаётся захватить маячки, но при отступлении Коннор не выдерживает вида огромной братской могилы, куда скидывали десятки трупов невинных людей и начинает стрелять по корейцам. Группе еле-еле удаётся уйти от вертолётов, спрятавшись в одной из ям с трупами.
После этого, группа выдвигается и разделяется: Хоппер и Коннор должны дать миномётный залп по корейским войскам у Супермаркета, а Роберт и Рианна должны прикрыть группу Гаррисона, идущую в лобовую атаку. Операция идёт успешно, но после первого залпа у миномёта происходит осечка. Все бы ничего, но незадолго до привоза снарядов, Коннор «доплатил» поставщикам, поэтому вместо обычных бомб ему прислали снаряды с белым фосфором. По несчастью, снаряд падает на Роберта, Рианну и группу Гаррисона, убивая большую часть партизан. Так или иначе, группа захватывает супермаркет, и ставит маячок на последний отъезжающий грузовик с топливом. Вернувшись на базу, они застают ужасное зрелище — повсюду разруха и мёртвые тела, а Буна приковали к качелям и пытали до смерти. Тем временем корейцы устраивают карательный рейд в городе. Однако несмотря на плачевное состояние, группа решает закончить дело Буна.
Прорвавшись через Стену (сооружение, которое было построено в первые дни оккупации и предназначалось для удерживания гражданских), герои направляются на ферму сурвивалистов. На ферме должен находится захваченный корейский вертолёт, воспользовавшись которым, группа должна захватить и переправить цистерны. Однако сурвивалисты, которым и принадлежит вертолёт, отказываются помогать героям. Они не различают «своих» и «чужих», схватывают Рианну и отправляют остальных героев восвояси. Рианна высвобождается, и герои устраивают с сурвивалистами схватку. Убив всех гранатомётчиков и захватив вертолёт, группа захватывает цистерны и под прикрытием Роберта провозит цистерны к американским войскам.
Начинается штурм моста. Топливо и сами партизаны сильно помогли солдатам, но те не могут вызвать авиацию, пока на мосту работают корейские зенитные установки. Забравшись на мост, Хоппер перепрограммирует зенитные установки, и самолёты могут взлететь. Группа садится в «Хаммер», но неожиданно на них нападает Голиаф, на сей раз вражеский. С огромными усилиями группа отбивается от него. Голиаф взрывается, опрокидывая «Хаммер» героев. Группа разбросана и дезориентирована. Контуженый Роберт замечает, что на них движется огромная танковая колонна. Коннор вызывает авиаудар, но получает отказ, так как нет чётких координат цели. Поняв, что времени нет, Коннор берёт в руки сигнальную шашку и бежит в сторону колонны, приказывая открыть огонь по цветному дыму сильнейшим зарядом. Пилоты принимают приказ и наносят удар по колонне и, соответственно, по Коннору, однако есть шанс, что он выжил. Игра заканчивается тем, что камера показывает мост, а британский диктор объявляет, что страны-члены Евросоюза готовы оказать США военную помощь в борьбе с оккупантами.

## Персонажи
В игре можно выделить следующих персонажей:
- Роберт Джейкобс — протагонист игры, в прошлом военный пилот.
- Коннор Морган — боец ячейки сопротивления, после смерти Буна ставший её лидером. Довольно вспыльчив и агрессивен, из-за чего у него возникают конфликты как с Буном, так и с другими членами сопротивления, однако после смерти Буна, стал более спокоен. В конце сюжета игры побежал в корейскую военную колонну с сигнальной шашкой и ценой своей жизни вызвал огонь на себя. Дальнейшая судьба неизвестна.
- Рианна — боец сопротивления, спокойна и рассудительна, зачастую ей не нравятся методы борьбы Коннора. Испытывает чувства сожаления даже к корейцам, однако после смерти Буна не испытывает жалости к врагу. В одной из глав можно услышать её слова: «Валить всех».
- Хоппер — боец сопротивления, отличный техник. Из Окленда, корейского происхождения, из-за чего к нему у большинства недоверчивое и предвзятое отношение, однако его товарищи несмотря на это полноценно ему доверяют.
- Бун — лидер одной из ячеек сопротивления, в мирное время работал полицейским. Основной своей задачей считает защиту мирного населения, из-за чего у него возникают конфликты с Коннором. Погиб от пыток корейских солдат.
- Арни — работник в корейском трудовом лагере, должен был провести группу, чтобы те смогли забрать маячки-шпионы для цистерн, взамен Бун обещал его и его семью вытащить из лагеря, однако сдал сопротивление корейцам, за что был убит Коннором.
- Чжон — корейский офицер, комендант Монтроза. Ответственный за убийства мирного населения и репрессии в отношении них.
- Брукс — боец сопротивления.
- Джей-Пи — боец сопротивления.
- Киз — сержант армии США, командует отрядом в битве за Золотые Ворота.
- Эрнандес — рядовой армии США.

## Разработка и поддержка игры
Проект был официально анонсирован 1 июня 2009 года. Бюджет игры составил 50 млн долларов США.

### Пакеты карт
Для игры были выпущены два пакета карт для сетевой игры:
- комплект огненной распродажи (англ. fire sale, 14 июля 2011):
  - Big Box — бои в окрестностях торгового центра из соответствующей главы (Fire Sale) сюжетной кампании,
  - Spilway — сражения на гидроэлектростанции;
- комплект роковых карт (англ. the rock, 30 августа 2011):
  - Alcatraz — ожесточённые бои на острове-тюрьме «Алькатрас»,
  - Bridge — бои на мосту «Золотые ворота» и в его окрестностях,
  - Waterway — вариант карты Spillway для режима командных боёв,
  - Overpass — бои типа контроля ключевых точек впервые в командном режиме.

## Типы издания
На всех платформах игра вышла полностью переведённой на русский язык. Основная (консольная) версия в России издана только в стандартном варианте. ПК-версия игры в России представлена в трёх вариантах:
- стандартное издание в экономичной упаковке;
- подарочное издание:
  - диск с игрой,
  - диск с дополнительными материалами,
  - стильная кожаная обложка паспорта,
  - руководство пользователя
  - дополнительное игровое содержимое в виде эксклюзивного вида оружия (дробовик Remington 870 Express для сетевой игры);
- коллекционное издание, включающее кроме комплекта подарочного издания военный шарф с логотипом игры[13]

## Рецензии
| Сводный рейтинг    | Сводный рейтинг      | Сводный рейтинг       | Сводный рейтинг      |
| Издание            | Оценка               | Оценка                | Оценка               |
| Издание            | PC                   | PS3                   | Xbox 360             |
| ------------------ | -------------------- | --------------------- | -------------------- |
| GameRankings       | 68,89 %              | 69,33 %               | 71,70 %              |
| Metacritic         | 70 / 100 (33 обзора) | 70 / 100 (58 обзоров) | 70 / 100 (84 обзора) |
| MobyRank           | 70 / 100             | 71 / 100              | 71 / 100             |
| Иноязычные издания |                      |                       |                      |
| Издание            | Оценка               | Оценка                | Оценка               |
| Издание            | PC                   | PS3                   | Xbox 360             |
| CVG                | N/A                  | 8,3 / 10              | 8,6 / 10             |

| Иноязычные издания    | Иноязычные издания   |
| Издание               | Оценка               |
| --------------------- | -------------------- |
| 1UP.com               | B-                   |
| AllGame               | [ 27 ] [ 28 ] [ 29 ] |
| Eurogamer             | 6,0 / 10             |
| G4                    | 3 / 5                |
| Game Informer         | 7,00 / 10            |
| GamePro               | [ 35 ]               |
| GameRevolution        | B+                   |
| GameSpot              | 7,0 / 10             |
| GameSpy               | [ 42 ] [ 43 ] [ 44 ] |
| GamesRadar+           | 7 / 10               |
| GameTrailers          | 7,3 / 10             |
| IGN                   | 7,0 / 10             |
| XboxAddict            | 93,0 %               |
| Русскоязычные издания |                      |
| Издание               | Оценка               |
| 3DNews                | 6 / 10               |
| Absolute Games        | 60 %                 |
| PlayGround.ru         | 6,1/10               |
| StopGame.ru           | проходняк            |
| «Домашний ПК»         | [ 53 ]               |
| «Игромания»           | 6,5 / 10             |
| gameland.ru           | 6,5 / 10             |
| itc.ua                | 3,5 / 5              |

## Продажи
Летом 2018 года, благодаря уязвимости в защите Steam Web API, стало известно, что точное количество пользователей сервиса Steam, которые играли в игру хотя бы один раз, составляет 1 182 312 человек.